# Classe Sturgeon
La classe Sturgeon è una classe di sottomarini SSN progettati e costruiti per la US Navy. Le unità di questa classe entrate in servizio pochi anni dopo alla Classe Thresher, furono 37, tutte completate tra il 1967 ed il 1974.

## Progetto

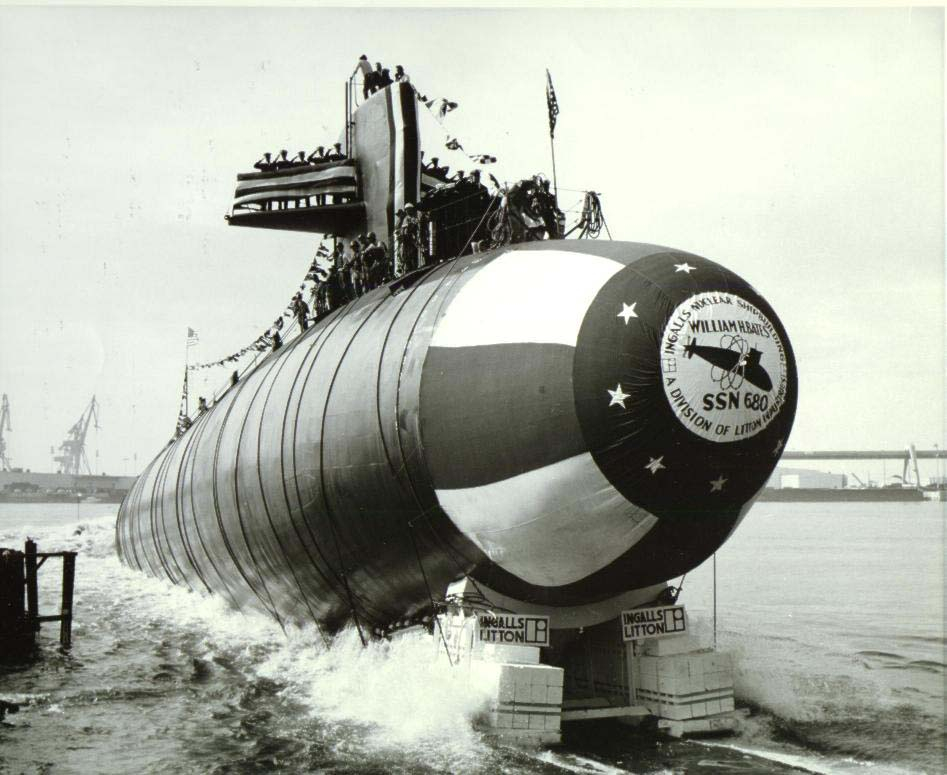
Lo USS W.H. Bates al varo; si noti la forma a goccia dello scafo

Le unità di questa classe, quasi tutte battezzate con nomi di pesci, condividono molte peculiarità con le unità di classi precedenti, ma dispongono rispetto alle unità della classe Thresher di ulteriori apparati elettronici e accorgimenti per ridurre il rumore. Hanno per il resto struttura analoga a quella di molte altre unità di fabbricazione statunitense, con uno scafo dalla forma affusolata, un'unica elica, impennaggi cruciformi a poppa, timoni sulla vela molto alta e di pianta ellittica, un unico reattore nucleare ad acqua pressurizzata ed un grande sonar che occupava buona parte della prua. Dietro a quest'ultimo trovavano posto gli alloggi, il comparto siluri e a seguire, all'incirca a metà dello scafo, la centrale di combattimento e sopra di essa la vela, con i timoni. Seguivano quindi altri alloggi e stive varie, la mensa ed infine i magazzini. L'ultimo terzo abbondante dello scafo era invece stato riservato per il reattore nucleare, seguito da 2 turbine sullo stesso asse portaelica, la quale, a poppa era circondata da impennaggi cruciformi. Ne furono fatte due versioni, note come "short hull" e "long hull" in quanto differivano nella lunghezza dello scafo di 3 metri (89 nel primo lotto).

## Elint
Alcune unità furono costruite con uno scafo allungato della lunghezza di quasi 93 metri, per ospitare apparecchiature ELINT (ELectronic INTelligence - spionaggio elettronico) del programma ‘Holy stone’, per lo spionaggio lungo le coste nemiche, necessità che scaturì in seguito all'attacco subito dalla USS Liberty nel corso della guerra dei sei giorni.

## Operatività
Il compito principale degli Sturgeon fu quello di operare prevalentemente come unità ASW. Nel corso della loro vita operativa, le unità di questa classe hanno costituito una realtà importantissima per l'US Navy e costituito il periodo della massima differenza con la controparte sovietica in campo degli SSN. Sempre nel corso della loro vita operativa sono stati ovviamente aggiornati con missili ed apparecchiature varie, come i precedenti SSN. Negli anni novanta, con la riduzione da 100 a 55 SSN, la US Navy ha ritirato le unità di questa classe, lasciando solo la classe Los Angeles. Essa possedeva l'unica dote mancante alle unità della classe Sturgeon: l'elevata velocità necessaria a stare al passo con le portaerei da scortare e gli SSN sovietici da cacciare. Inoltre, anche se la vita operativa delle unità era stata estesa fino a 33 anni, molti battelli vennero ritirati prima del tempo per evitare costose operazioni di rifornimento di combustibile nucleare ai reattori.

## Unità

### "Short hull"
- USS Sturgeon (SSN-637)
- USS Whale (SSN-638)
- USS Tautog (SSN-639)
- USS Grayling (SSN-646)
- USS Pogy (SSN-647)
- USS Aspro (SSN-648)
- USS Sunfish (SSN-649)
- USS Pargo (SSN-650)
- USS Queenfish (SSN-651)
- USS Puffer (SSN-652)
- USS Ray (SSN-653)
- USS Sand Lance (SSN-660)
- USS Lapon (SSN-661)
- USS Gurnard (SSN-662)
- USS Hammerhead (SSN-663)
- USS Sea Devil (SSN-664)
- USS Guitarro (SSN-665)
- USS Hawkbill (SSN-666)
- USS Bergall (SSN-667)
- USS Spadefish (SSN-668)
- USS Seahorse (SSN-669)
- USS Finback (SSN-670)
- USS Pintado (SSN-672)
- USS Flying Fish (SSN-673)
- USS Trepang (SSN-674)
- USS Bluefish (SSN-675)
- USS Billfish (SSN-676)
- USS Drum (SSN-677)

### "Long hull"
- USS Archerfish (SSN-678)
- USS Silversides (SSN-679)
- USS William H. Bates (SSN-680)
- USS Batfish (SSN-681)
- USS Tunny (SSN-682)
- USS Parche (SSN-683)
- USS Cavalla (SSN-684)
- USS L. Mendel Rivers (SSN-686)
- USS Richard B. Russell (SSN-687)

### Derivazioni
Vennero costruite altre due unità sperimentali sulla struttura base dei sommergibili Sturgeon, ma vennero modificate a tal punto da essere considerate ciascuna una classe a sé stante:
- USS Narwhal (SSN-671)
- USS Glenard P. Lipscomb (SSN-685)